# كلاوديو ستامبي
الطبيب كلاوديو ستامبي هو المؤسس ( عام 1997) والمدير والمالك الوحيد لمعهد أبحاث الأحياء الزمنية الذي يديره من منزله في نيوتن في ولاية ماساتشوستس. . وهو باحث في فوائد القيلولة القصيرة في الظروف القصوى.
ولد في ساو باولو، البرازيل من أبوين إيطاليين، وحصل على شهادة الدكتوراه في الطب من جامعة بولونيا في إيطاليا حيث حصل لاحقاً على شهادات أكثر تخصصاً في علم الاعصاب والتقنيات الطبية الحيوية( 1983- 1984)
وأصبح ستامبي مهتماً بعلم الأحياء الزمنية عندما لاحظ أن عدداً من رفاقه في سباق القوارب الشراعية لمسافات طويلة قد اعتادوا على نمط نوم منظم متعدد الأطوار بأقل الاعتلالات.
وشارك ستامبي في سباقين عالميين للإبحار بما في ذلك سباق ويتبيرد ( 1981- 1982)، حيث شغل منصب كبير العلماء وربان اليخت الخاص بالبحوث، لاباركا لابوراتوريو، ذلك القارب الذي لم ينهِ السباق.

## المنشورات
تشمل المنشوارات ما يلي: لماذا نأخذ قيلولة: التطور وعلم الاحياء الزمنية ووظائف النوم القصير والمتعدد الاطوار.

## الروابط الخارجية
- Short bio